# ريتشارد أودولي
ريتشارد أودولي (بالفرنسية: Richard Audoly)‏ (مواليد 6 مارس 1943) هو سبّاح فرنسي، مثّل بلاده في الألعاب الأولمبية الصيفية 1960.

## روابط خارجية
ريتشارد أودولي على موقع الاتحاد الدولي للسباحة (الإنجليزية)
- ريتشارد أودولي على موقع اللجنة الأولمبية الدولية (الإنجليزية)
- ريتشارد أودولي على موقع أوليمبيديا (الإنجليزية)